# Martin Vágner
Martin Vágner (* 16. březen 1984, Jaroměř) je bývalý český hokejový obránce a mládežnický reprezentant, který odehrál 496 utkání první ligy, 139 utkání odehrál také v Extralize. Nejdéle hrál za Ústecký Slovan, kde byl několik sezón kapitánem.

## Hráčská kariéra
Narodil se v Jaroměři, kde s hokejem začínal. Od osmé třídy do dorostu hrál za Spartu a za juniory v Pardubicích. V roce 2002 byl draftován do NHL klubem Dallas Stars v prvním kole jako celkově 26. Protože s ním Stars nepodepsali smlouvu, byl v roce 2004 podruhé draftován klubem Carolina Hurricanes na 268. místě. Na seniorské úrovni se v Severní Americe neprosadil, odehrál pouze čtyři sezóny v juniorské QMJHL a jedno přípravné utkání NHL.  Po návratu do Česka podepsal v srpnu 2005 dvouletou smlouvu s extraligovými Pardubicemi. V ročníku 2005/2006 kromě Pardubic nastupoval také v prvoligovém Hradci Králové. Ve druhé sezóně s Pardubicemi se ocitl mimo základní sestavu a hostoval v Českých Budějovicích. V květnu 2007 podepsal dvouletou smlouvu v novém klubu Extraligy, Ústí nad Labem. Slovan v této sezóně sestoupil a Vágner druhý ročník nastupoval kromě Slovanu také za prvoligové HC Chrudim a HC Olomouc a druholigový HC Děčín. Sezónu 2009/2010 strávil v Chrudimi. V ročníku 2010/2011 nastupoval na střídavé starty za prvoligový Hradec Králové a extraligové Oceláře Třinec, s nimiž získal mistrovský titul.
Další zápasy v české nejvyšší soutěži už nepřidal, na sezóny 2011/2012 a 2012/2013 podepsal smlouvu s Hradcem Králové, v té druhé byl navíc kapitánem. S příchodem nového sponzora a extraligové licence v létě 2013 se nevešel do vznikající základní sestavy Mountfieldu HK a odešel do Havlíčkova Brodu. Zbytek profesionální hráčské kariéry spojil s Ústeckým Slovanem, se kterým podepsal smlouvu v roce 2014. V klubu byl kapitánem od první sezóny až do prosince 2018, kdy požádal o hostování v druholigovém Vrchlabí, které bylo blíž jeho rodině. Ve Vrchlabí zahájil i následující sezónu, na začátku roku 2020 ale požádal Slovan o výpomoc kvůli vysokému počtu zraněných hráčů a Vágner odešel na měsíční hostování zpět do Ústí nad Labem. Po pandemii covidu-19 začal příležitostně hrát za rodnou Jaroměř v krajské lize.

### Kluby podle sezon
- 1999/2000 – HC Sparta Praha (Extraliga dorostu)
- 2000/2001 – HC Pojišťovna Pardubice (ELJ)
- 2001/2002 – Hull Olympiques (QMJLH)
- 2002/2003 – Hull Olympiques
- 2003/2004 – Gatineau Olympiques
- 2004/2005 – Acadie–Bathurst Titan
- 2005/2006 – HC Moeller Pardubice (ELH), HC VČE Hradec Králové (1. liga)
- 2006/2007 – HC České Budějovice (ELH)
- 2007/2008 – HC Slovan Ústečtí Lvi (ELH)
- 2008/2009 – HC Slovan Ústečtí Lvi (1. liga), HC Chrudim, HC Olomouc, HC Děčín (2. liga)
- 2009/2010 – HC Chrudim (1. liga)
- 2010/2011 – HC Oceláři Třinec (ELH), HC VCES Hradec Králové (1. liga)
- 2011/2012 – HC VCES Hradec Králové
- 2012/2013 – Královští lvi Hradec Králové
- 2013/2014 – HC Rebel Havlíčkův Brod
- 2014/2015 – HC Slovan Ústí nad Labem
- 2015/2016 – Ústecký Slovan
- 2016/2017 – Ústecký Slovan
- 2017/2018 – Ústecký Slovan
- 2018/2019 – Ústecký Slovan, HC Stadion Vrchlabí (2. liga)
- 2019/2020 – HC Stadion Vrchlabí, Ústecký Slovan (1. liga)

## Trenérská kariéra
Po skončení profesionální hráčské kariéry v roce 2020 začal trénovat dorostence a později juniory v Hradci Králové, v roce 2023 se stal hlavním trenérem juniorů. Od dubna 2025 je asistent trenéra Mountfield HK.